# Keith Peache
Keith Peache (ur. 10 sierpnia 1947 w Lewisham) – brytyjski zapaśnik walczący w stylu wolnym. Dwukrotny olimpijczyk. Odpadł w eliminacjach turnieju w Montrealu 1976 i Moskwie 1980. Startował w wadze ciężkiej i superciężkiej.
Brązowy medalista igrzysk Wspólnoty Narodów w 1986 i czwarty w 1978 i 1982 roku, gdzie reprezentował Anglię.
Jedenastokrotny mistrz kraju w 1980 (90 kg), 1974, 1975, 1977, 1978, 1981, 1982, 1984, 1985 (97 kg), 1983 i 1986 (120 kg).
W turnieju rozgrywanym na igrzyskach olimpijskich w Montrealu w 1976 przegrał z Russem Hellicksonem z USA i Steve’em Daniarem z Kanady, natomiast podczas igrzysk olimpijskich w Moskwie w 1980 przegrał z Rafaelem Gómezem z Kuby i Ionem Ivanovem z Rumunii.